# Summer in the City
"Summer in the City" er en sang af popgruppen The Lovin' Spoonful, skrevet af Mark Sebastian og gruppens bassist Steve Boone. Mark Sebastian var bror til gruppens sanger John Sebastian. Sangen lanseredes som vinylsingle i juli 1966 på Kama Sutra Records, og kom senere med på albummet Hums of the Lovin' Spoonful. Det var gruppens eneste sang som blev nummer et på singlelisten i USA. Sammenlignet med flere af gruppens andre sange som var mere poppede har denne et tydeligt rockinspireret lydbillede. Teksten er en hyldest til sommerens storbyliv.
Sangen er nummer 393 på listen The 500 Greatest Songs of All Time fra magasinet Rolling Stone.

## Listeplaceringer
- Billboard Hot 100, USA: #1[1]
- Finland: #2
- UK Singles Chart, Storbritannien: #8[2]
- Holland: #2[3]
- Tyskland: #5[4]
- VG-lista, Norge: #3[5]
- Kvällstoppen, Sverige: #4[6]
- Tio i topp, Sverige: #3[7]